# Nils Rosén
Nils Rosén (Helsingborg, 22 de maio de 1902 - 25 de junho de 1951) foi um futebolista sueco. Ele competiu na Copa do Mundo FIFA de 1934, sediada na Itália.